# Stadio Kranjčevićeva
Lo stadio Kranjčevićeva è un impianto calcistico della città di Zagabria.